# Damn Small Linux
Damn Small Linux o DSL és una distribució de GNU/Linux creada amb l'objectiu de recopilar el major nombre de programes en 50 MB d'espai, de manera que en conjunt constitueix un Live-CD amb un sistema operatiu funcional i complet. Aquesta distribució resulta ser molt adequada per fer-se servir en màquines amb pocs recursos o en maquinari antiquat. Les especificacions mínimes de funcionament són una màquina 486DX amb 16 MB de RAM.
Es tracta d'una distribució basada en Debian, que inclou els scripts per a descàrrega i la instal·lació de programari del Advanced Packaging Tool (APT), que permet fins i tot actualitzar el sistema convertint-lo en un Debian Actualitzat.